# 弦场论
弦场论（英語：String field theory，简称SFT）是弦理论中的一种形式理论，使用量子场论的语言重新描述相对论性弦的动力学。

## 開弦場論
開弦場論由維騰提出，建立在BRST不變性的基礎上，認為弦交互作用中，一根開弦中點分裂成兩根弦，兩根弦的一半各自重疊一體，重疊處進行交互作用，而另外兩半則結合成第三根弦。如此，符合乘積結合律，這也是弦論中非交換幾何的經典例子。此外，由於兩根弦經由交互作用產生第三根弦，維騰認為，交互作用量值可以弦場的三次方表述，因此該理論又可稱作立方弦場論。

## 真空弦場論
真空弦場論發軔於Sen猜想之一，該猜想認為最終穩定真空是閉弦真空，故而該最終態下沒有D-膜存在。真空弦場論便是描述D-膜衰變最終態的場論，這也是目前備受關注的弦場論。

## 邊界弦場論
邊界弦場論與前述兩者較為不同，它認為D-膜可以視為共形場論邊界上的相干態，且此相干態可由閉弦理論推導出來，因此這意味著開閉弦之間有對偶性的存在。邊界弦場論進一步認為，快子是開弦世界面圓盤邊界上共形場論的一個邊界算子，若以量子重整化群的觀點來看，重整化群流可以視為快子凝聚的過程；若再以標的時空的角度探討，共形場對應到其時空座標，D-膜在座標方向上將逐漸衰減為低維膜，此結果恰好符合Sen的猜想。然而目前的邊界弦場論幾乎侷限於對開弦的描述，對於閉弦的場論至今尚未有滿意的答案。